# CIDEC
CIDEC (англ. Cell death inducing DFFA like effector c) – білок, який кодується однойменним геном, розташованим у людей на 3-й хромосомі. Довжина поліпептидного ланцюга білка становить 238 амінокислот, а молекулярна маса — 26 754.
| 10         |  | 20         |  | 30         |  | 40         |  | 50         |
| ---------- |  | ---------- |  | ---------- |  | ---------- |  | ---------- |
| MEYAMKSLSL |  | LYPKSLSRHV |  | SVRTSVVTQQ |  | LLSEPSPKAP |  | RARPCRVSTA |
| DRSVRKGIMA |  | YSLEDLLLKV |  | RDTLMLADKP |  | FFLVLEEDGT |  | TVETEEYFQA |
| LAGDTVFMVL |  | QKGQKWQPPS |  | EQGTRHPLSL |  | SHKPAKKIDV |  | ARVTFDLYKL |
| NPQDFIGCLN |  | VKATFYDTYS |  | LSYDLHCCGA |  | KRIMKEAFRW |  | ALFSMQATGH |
| VLLGTSCYLQ |  | QLLDATEEGQ |  | PPKGKASSLI |  | PTCLKILQ   |  |            |

A: Аланін

C: Цистеїн

D: Аспарагінова кислота

E: Глутамінова кислота

F: Фенілаланін

G: Гліцин

H: Гістидин

I: Ізолейцин

K: Лізин

L: Лейцин

M: Метіонін

N: Аспарагін

P: Пролін

Q: Глутамін

R: Аргінін

S: Серин

T: Треонін

V: Валін

W: Триптофан

Кодований геном білок за функцією належить до активаторів. 
Задіяний у таких біологічних процесах, як апоптоз, транскрипція, регуляція транскрипції, альтернативний сплайсинг. 
Локалізований у ядрі, ендоплазматичному ретикулумі, ліпідних краплях.